# Norton Motorcycles
Norton Motorcycles (UK) Ltd — британский производитель мотоциклов, основанный в 1898 году Джеймсом Лэнсдауном Нортоном в Бирмингеме как производитель «арматуры и комплектующих для двухколесных средств». В 1902 году Norton начал производство мотоциклов. В 1912 году компания пришла к полному банкротству и её долги выкупил Роберт Шелли. В 1953 году компания вновь обанкротилась и была куплена концерном Associated Motorcycles (AMC). В конце 2008 года Стюарт Гарнер, бизнесмен из Великобритании, купил права на марку Norton и возобновил производство в Мидлендсе (Донингтон Парк), где стал выпускаться новый модельный ряд мотоциклов Norton.

## История

### Возникновение компании

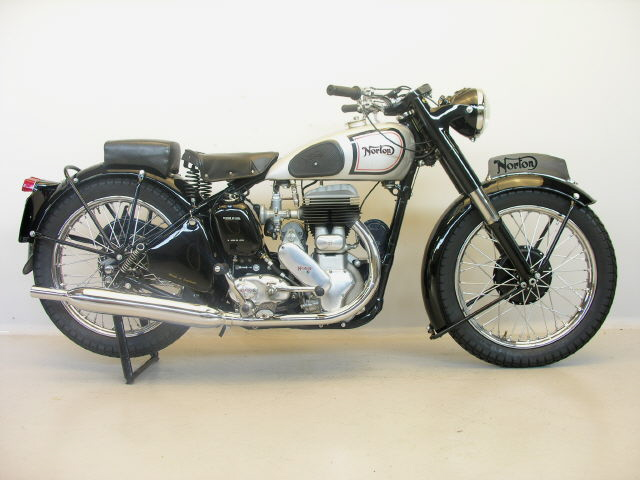
Norton Big Four (модель 1952 года)

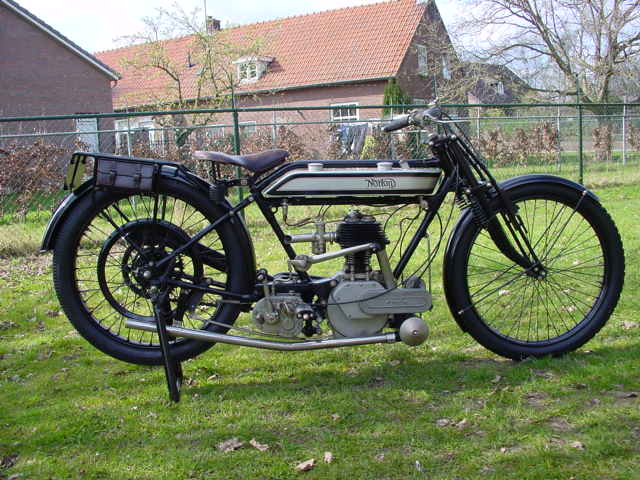
Norton 16 H (модель 1921 года)

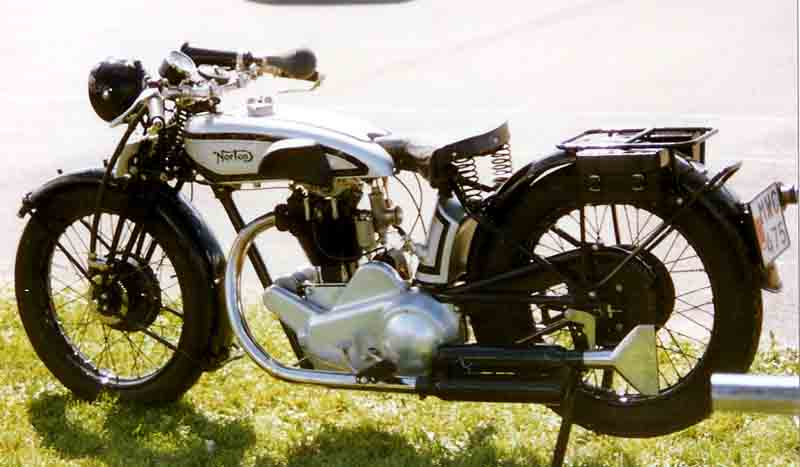
Norton CS1 модель 1929 года

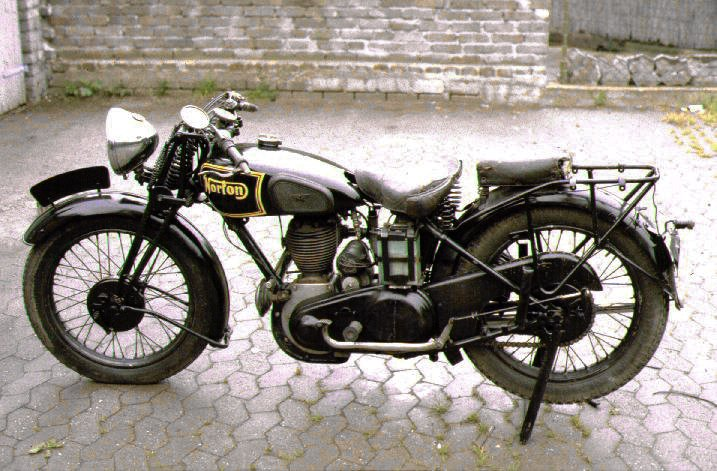
Гражданская версия модели WD16H 1943 года

Компания Norton была зарегистрирована в 1898 году Джеймсом Лансдауном Нортоном по адресу Бирмингем, Брэдфорд Street, 320. В 1902 году Нортон начал строить мотоциклы с бельгийскими двигателями «Клеман». В 1907 году Нортон стал оснащать свои мотоциклы французскими двигателями «Пежо». На таком мотоцикле Рем Фаулер в 1907 году стал победителем в первой гонке «Isle of Man Tourist Trophy» («Isle of Man TT») в классе двухцилиндровых машин, это стало началом спортивных традиций, которые продолжались до 1960 года. Эту, самую престижную гонку тех времён, Norton выиграл 10 раз до Второй мировой войны, а затем каждый год с 1947 по 1954 год.
Первые собственные двигатели Norton были установлены в 1908 году на модель «Norton Big Four». Это был одноцилиндровый двигатель с механическим приводом клапанов, его и «Norton Big Four» продолжали выпускать с небольшими изменениями вплоть до конца 1950-х годов.
Первый логотип Norton был достаточно прост — название Norton было написано заглавными буквами. Новый логотип, появившийся на обложке каталога в 1914 году, был разработан Джеймсом Лансдаун Нортон совместно с его дочерью Этель. Он стал известен как «кудрявый N» («curly N»), и фактически был использован компанией на мотоциклах в 1915 году. В 1912 году продажи снизились. Фирма «R.T. Shelley & Co.», основной кредитор, вмешалась и спасла Norton от банкротства. Вскоре после этого была создана Norton Motors Ltd в рамках совместного управления Джеймсом Нортоном и Бобом Шелли. Нортон умер в апреле 1925 года в возрасте всего 56 лет, но он увидел победу заводской команды в Tourist Trophy в 1924 году.
Новый главный конструктор фирмы Уолтер Мур в 1927 году создал Norton CS1 с двигателем с верхним распределительным валом (OHC).
После его ухода в NSU в 1930 году Артур Кэрролл разработал полностью новый двигатель, который стал основой для всех последующих двигателей OHC и DOHC. Из 9 гонок «Isle of Man TT» между 1931 и 1939 годом в старшем классе (500 см³) команда Norton выиграла 7 гонок.
До 1934 г. Norton покупила коробки передач и сцепления у Sturmey-Archer. В 1934 Norton купил права на эту конструкцию и стал производить собственные коробки передач.
Во время войны мотоциклы Norton служили в союзных войсках — более 100 тысяч машин было выпущено в те годы.

### После Второй мировой войны

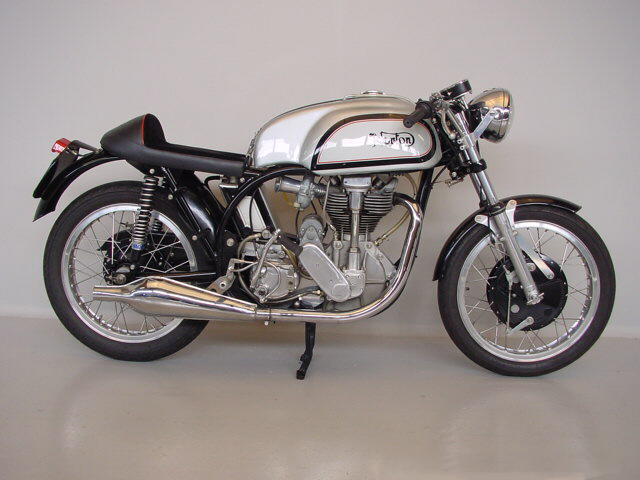
Norton 500 Manx 1961 года

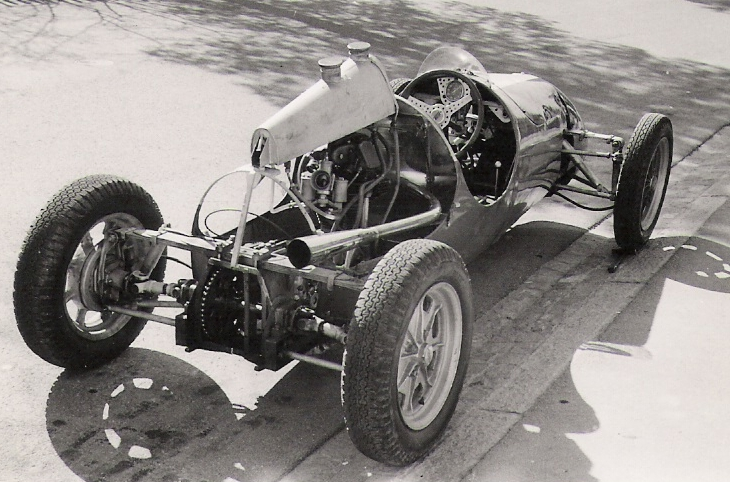
двигатель Norton Manx на автомобиле Формулы 3 Cooper 500

После Второй мировой войны Norton вернулся к производству гражданских мотоциклов, постепенно увеличивая свой ассортимент. Компания пыталась вернуть её господство на гоночных трассах, но одноцилиндровые машины столкнулась с жесткой конкуренцией многоцилиндровых итальянских машин и фирмой AJS из Великобритании. В сезоне 1949 года Grand Prix motorcycle racing (первом году чемпионата мира), Norton занял лишь пятое место.
В январе 1950 года братья McCandless разработали для Norton Manx раму «Featherbed frame» с задней подвеской маятникового типа, которая вскоре стала эталоном и за счёт отличной управляемости позволила сражаться с многоцилиндровыми итальянскими машинами.
Norton Manx также сыграл значительную роль в развитии автомобильного спорта после войны. В конце 1950 года английский национальный класс 500 см³ был принят в качестве новой Формулы 3 . Двигатель Norton Manx стал основным двигателем чемпионата. Многие мотоциклы Norton Manx покупались только для того, чтобы лишить их двигателя так как Norton не продавал двигатели отдельно.
В 1951 году «Нортон Dominator» был представлен на экспортные рынки, а модель «88» с рамой «Featherbed».

### В составе Associated Motorcycles
Несмотря на успехи в гонках, Norton был в затруднительном финансовом положении. фирма Reynolds, производящая рамы «Featherbed frame», не смогла увеличить объём продукции для оснащения серийных моделей и клиенты теряли интерес к покупке машин с задней подвеской прежнего поколения. В 1953 году Norton был продан Associated Motorcycles (AMC), которая уже владела марками «AJS», «Matchless», «Francis-Barnett» и «James Cycle». Завод Norton в Брейсбридж-стрит (Бирмингем) был закрыт в 1962 году, производство было перенесено в Вулуич - завод АМС на юго-востоке Лондона.
В период собственности AMC был разработан значительно улучшенный вариант коробки передач для использования на всех моделей в рамках корпорации (бренды AJS, Matchless и Norton).
В конце 1955 года было начато производство «Dominator 99». С 1953 года Norton Manx стал оснащаться новым короткоходным двигателем с диаметром цилиндра 86 мм и ходом поршня 85,6 мм.Оснащённый системой смазки с сухим картером одноцилиндровый двигатель рабочим объёмом 499 см³ с 2 клапанами имел степень сжатия 11:1. Norton Manx мощностью 47 л.с. (35 кВт) при 6500 об/мин и весом 142 кг развивал максимальную скорость 209 км/ч. Его цена составляла £ 440 ( в пересчёте на цены 2009 года: £ 8000).
В 1960 году была разработана новая версия рамы «Featherbed», с уменьшенной шириной между коленями водителя для большего комфорта. Это позволило управлять мотоциклом людям низкого роста. Эта рама стала известна как "тонкая" рама - «wideline».
Последние Norton Manx были проданы в 1963 году, и хотя гоночная команда Norton прекратила его использовать ещё в 1954 году, Manx был основой для участия частных гонщиков. 7 ноября 1960 года новые 650-кубовые Norton Manxman были запущены на американский рынок. В октябре 1961 года Norton 650SS появился на рынке Великобритании, в апреле 1962 года вышел 750-кубовый «Atlas» для американского рынка, но он оказался слишком дорогим. Финансовые проблемы накапливались.
Также в составе  AMC Norton разработал две двухцилиндровые модели:  Norton Jubilee 250 and Norton Navigator 350. Двигатель был совершенно новой конструкции от Берта Hopwood. Эти машины имели плохую репутацию из-за низкой надежности.

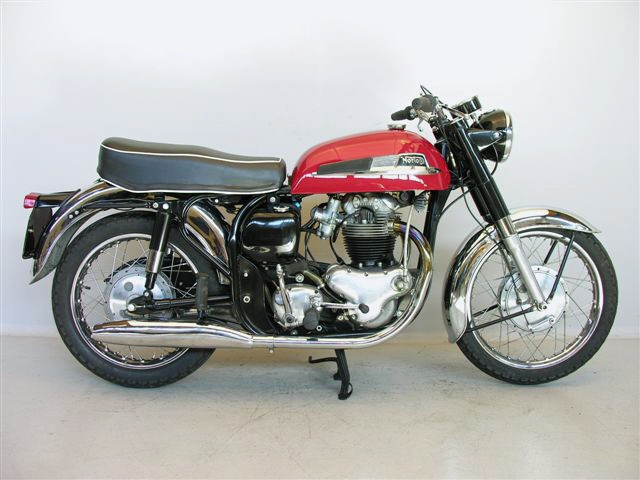
Norton Atlas 1967 года

### Преобразование в Norton-Villiers и в Norton Villiers Triumph

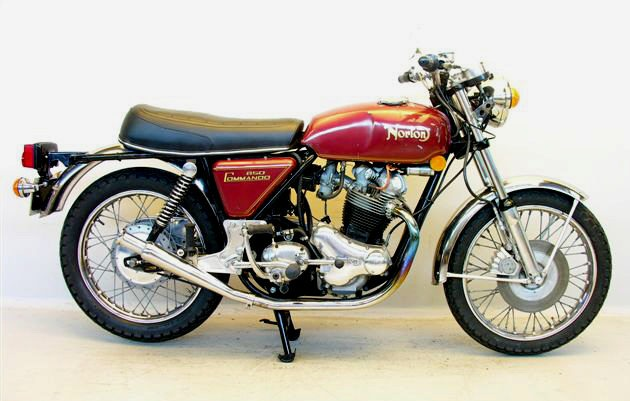
1973 850 Commando

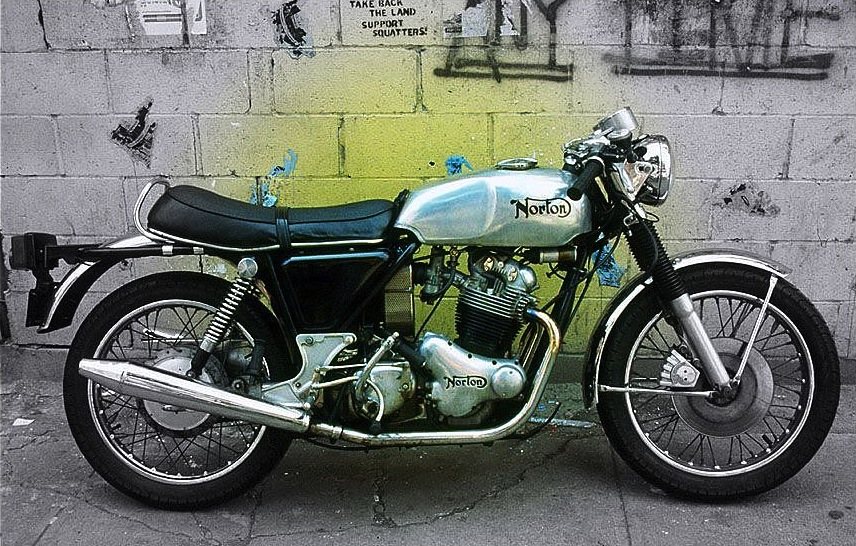
Commando

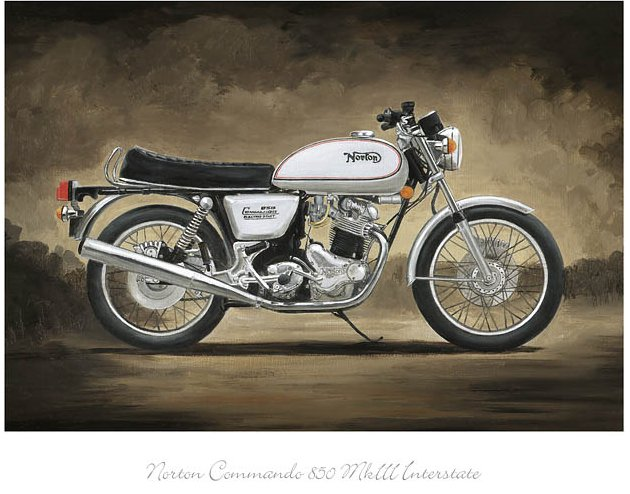
Commando 850 mk3 interstate

В конце 1960-х, конкуренции со стороны японских производителей загнали английскую мотопромышленность в упадок. В 1966 году АМС стала банкротом и была преобразована в Norton-Villiers, часть «Manganese Bronze Holdings Ltd».
«Norton Atlas 750» отличался высокой вибрацией, но вместо того чтобы изменить двигатель, Norton решил изменить крепление двигателя и раму. Результатом стало появление «Norton Commando 750» в 1969 году. Его дизайн, инновационная рама и мощный двигатель сделали его привлекательным для покупателей. Commando легко обогнали современных Triumph и BSA и стали самой мощной и передовой машиной своего времени. Commando был предложен в различных стилях: стандартная модель, псевдоспортивный и туристическая модель. Двигатель «Combat» был выпущен в январе 1972 года. Он обладал степенью сжатия 10:1 и развития 65 л.с. (48 кВт) при 6500 об/мин. Надежность двигателя пострадала - частые поломки коленчатого вала из-за выхода из строя подшипников.
В 1972 году фирма BSA также оказалась в трудном финансовом положении. Правительство Великобритании предложило помощь при условии, что она сольётся с «Norton-Villiers», и в 1973 году была сформирована новый компания «Norton Villiers Triumph» (NVT).
В апреле 1973 года двигатель "850" со степенью сжатия 8.5:1 был выпущен с немецкими подшипниками FAG SuperBlend (эта мера введена для лечения проблемы поломки коленвалов), эта модель выдавала 51 л.с. (38 кВт) при 6250 об / мин.. 
В 1974 году был введен электрический стартер.
В 1974 году уходящее консервативное правительство Великобритании отменило субсидии, но вскоре новое правительство их восстановило. Рационализация завода в Вулвергемптоне и Бирмингеме вызвали конфликты с Ковентри (завод «Триумфа. Несмотря на все потери, в 1974 году увидел свет «828 Roadster», «Mark 2 Hi Rider», «JPN Replica» (John Player Norton) и «Mark 2a Interstate». В 1975 году ассортимент сократился до двух моделей: «Mark 3 Interstate» и «Roadster», а затем правительство  Великобритании запросило погашения своего кредита и отказа от экспортных кредитов, что ещё больше подорвало возможности компании. Продажи этих двух моделей были солидными, но компания испытывала финансовые проблемы и стала неплатежеспособной в 1975 году.

### Возрождение

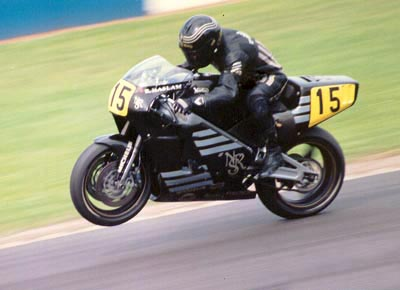
гоночный Norton RCW588 с роторным двигателем

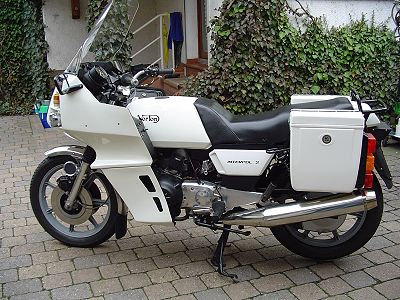
Norton Interpol

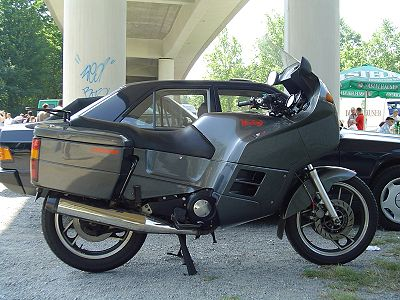
Norton Commander P53, гражданская модель

В 1980-х годах компания прошла через несколько воплощений — в основном потому, что при ликвидации NVT права на этот популярный бренд были разделены между несколькими лицами.
В 1988 году производство было возобновлено в Личфилде в амбициозных масштабах. Новым моделям удалось побеждать в гонках (например, победа в Senior TT в 1992 году), но на коммерческом рынке успехи развивались несколько медленнее. Компания добилась некоторый успеха с двигателем Ванкеля — модель «Interpol 2» для гражданской и военной полиции. Это привело к созданию гражданской модели «Classic» в 1987 году. Последующие Norton с двигателем Ванкеля были с водяным охлаждением. «Commander» был запущен в 1988 году и оснащался рамой Spondon-framed F1. Эта модель была копией гоночной машины RCW588, которая выиграла много гонок, включая Мэн TT 1992 года. Модель F1 подверглась рестайлингу.
После начала расследования нарушений в инвестициях Министерством торговли и промышленности, финансист и исполнительный директор Филипп Леру подал в отставку.
Для управления непогашенной задолженностью в ₤ 7 миллионов, в 1991 году был назначен исполнительный директор Дэвид Макдональд. Макдональд продал компанию североамериканской Wildrose investments. Глава Wildrose investments, Нельсон Skalbania, реформировал компания под названием Norton Motors Ltd и поставил свою дочь Розанду на место генерального директора. Новыми владельцами были продолжены попытки восстановить марки Триумф и Norton. В 1994 году право собственности на предприятие перешло к Aquilini Investments, так как Skalbania был не в состоянии выплатить долги, которые он заимствовал для покупки компании. К 1996 году производство мотоциклов полностью прекратилось, на заводах было налажено производстве компонентующих для легких авиационных двигателей.
В конце 1990-х, Кенни Дрир Орегон модернизировал Commandos, и в начале 2000-х пошла в серийное производство модель «961 Commando», но в апреле 2006 года приостановил свою деятельность. В 2005 году группа бывших сотрудников Norton построили девять спортивных моделей F1 из существующих запасов частей.
В конце 2008 года, после 15 лет владения маркой Norton, Стюарт Гарнер, английский бизнесмен и владелец «Norton Racing» организует производство нового завода Norton в Мидлендсе (Донингтон Парк), площадью 1400 м². [29]. Новой завод в Донингтон-Парке планирует выпускать «961 Commando», обновленный и пересмотренный вариант инженера Брайана Крайтона, который работал над созданием роторных машин в 1990 году. Новая модель имеет двигатель рабочим объёмом 961  см³ мощностью 80 л.с. (60 кВт). На 19 июня 2009 цены на «961 Commando» была озвучены: £ 15 995. Чтобы расширить диапазон доступных машин, компания приобрела долю Maxsym Engine Technology Ltd с целью использования двигателей Maxsym, первоначально разработанных для Moto GP, в качестве основы для новой серии мотоциклов Norton, в том числе 1200  см³ «Superbike» и 750  см³ «Supersport».